# Mistrovství světa v letech na lyžích 1973
Mistrovství světa v letech na lyžích se v roce 1973 konalo 10. března v západoněmeckém středisku Oberstdorfu na tamním mamutím můstku Heini-Klopfer-Skiflugschanze (K-175).

## Výsledky
| *                | Sportovec             | Skok 1 | Skok 2 | Body  |
| ---------------- | --------------------- | ------ | ------ | ----- |
| Zlatá medaile    | Hans-Georg Aschenbach | 157 m  | 152 m  | 418,5 |
| Stříbrná medaile | Walter Steiner        | 156 m  | 163 m  | 418,0 |
| Bronzová medaile | Karel Kodejška        | 154 m  | 154 m  | 410,0 |
| 4                | Dieter Kampf          | 151 m  | 155 m  | 406,5 |
| 5                | Rudolf Höhnl          | 144 m  | 150 m  | 394,0 |
| 6                | Jurij Kalinin         | 146 m  | 139 m  | 393,0 |
| 7                | Leoš Škoda            | 152 m  | 137 m  | 384,5 |
| 8                | Hisayoshi Sawada      | 159 m  | 119 m  | 381,0 |
| 9                | Walter Schwabl        | 151 m  | 125 m  | 376,0 |
| 10               | Peter Wilson          | 141 m  | 127 m  | 364,0 |